# Phrurotimpus borealis
Phrurotimpus borealis är en spindelart som först beskrevs av James Henry Emerton 1911.  Phrurotimpus borealis ingår i släktet Phrurotimpus och familjen flinkspindlar. Inga underarter finns listade i Catalogue of Life.